# 1062 Ljuba
1062 Ljuba là một tiểu hành tinh bay quanh Mặt Trời. Ban đầu nó có tên là 1925 TB. Nó có đường kính 142 km.